# Sam Neel
Sam Neel, właśc. Samuel Ritchie Neel (ur. 26 grudnia 1875 w Montanie; zm. 9 maja 1947 w Los Angeles) – amerykański tenisista, zwycięzca U.S. National Championships 1896 w grze podwójnej.
Jest młodszym bratem Carra Neela.

## Kariera tenisowa
Sam Neel wygrał raz U.S. National Championships (obecnie US Open) w konkurencji gry podwójnej mężczyzn, w 1896 wspólnie z Carrem Neelem, a w 1894 był także w finale.

### Finały w turniejach wielkoszlemowych

#### Gra podwójna (1–1)
| Końcowy wynik | Nr | Data | Turniej                              | Nawierzchnia | Partner   | Przeciwnicy                | Wynik finału            |
| ------------- | -- | ---- | ------------------------------------ | ------------ | --------- | -------------------------- | ----------------------- |
| Finalista     | 1. | 1894 | U.S. National Championships, Newport | Trawiasta    | Carr Neel | Clarence Hobart Fred Hovey | 3:6, 6:8, 1:6           |
| Zwycięzca     | 1. | 1896 | U.S. National Championships, Newport | Trawiasta    | Carr Neel | Malcolm Chace Robert Wrenn | 6:3, 1:6, 6:1, 3:6, 6:1 |